# 大型四照花
大型四照花（学名：Cornus gigantea）为山茱萸科山茱萸属的植物，为中国的特有植物。分布在中国大陆的云南、四川、湖南、贵州等地，生长于海拔750米至1,700米的地区，常生长在常绿阔叶林下或灌丛中，目前尚未由人工引种栽培。

## 异名
- Dendrobenthamia gigantea (Hand.-Mazz.) Fang var. caudata Fang et W. K. Hu